# Корсель (Берн)
Корсель (фр. Corcelles) — громада  в Швейцарії в кантоні Берн, адміністративний округ Бернська Юра.

## Географія
Громада розташована на відстані близько 38 км на північ від Берна.
Корсель має площу 6,8 км², з яких на 2,5% дозволяється будівництво (житлове та будівництво доріг), 41,4% використовуються в сільськогосподарських цілях, 56,1% зайнято лісами, 0% не є продуктивними (річки, льодовики або гори).

## Демографія
2019 року в громаді мешкало 201 особа (-9,9% порівняно з 2010 роком), іноземців було 5%. Густота населення становила 30 осіб/км².
За віковим діапазоном населення розподілялося таким чином: 15,9% — особи молодші 20 років, 63,7% — особи у віці 20—64 років, 20,4% — особи у віці 65 років та старші. Було 94 помешкань (у середньому 2,1 особи в помешканні).
Із загальної кількості 60 працюючих 20 було зайнятих в первинному секторі, 23 — в обробній промисловості, 17 — в галузі послуг.